# 394 (tal)
394 är det naturliga talet som följer 393 och som följs av 395.

## Inom vetenskapen
- 394 Arduina, en asteroid.

## Inom matematiken
- 394 är ett jämnt tal.
- 394 är ett sammansatt tal.
- 394 är ett defekt tal.
- 394 är ett Erdős–Woodstal.
- 394 är ett Schrödertal.